# Ernst Schottelius
Ernst Schottelius war ein deutscher Fußballspieler.

## Karriere
Schottelius, der vom Treiben der 40 bis 50 Engländer im Alter von 16 bis 20 Jahren, der – seit dem Jahr 1889 in der Dreisamstraße eröffneten – englische Kadettenanstalt in den Bann gezogen wurde, leitete während seiner Schulzeit die Fußballmannschaft des Gymnasiums, das er 1897 mit Abitur abschloss. Er, der Initiator, der am 17. Dezember desselben Jahres mit 13 Mitschülern den Freiburger FC gründete, war zugleich der erste Mannschaftskapitän des Vereins. Die Liebe zum neuen Sport ließ sie in den ersten Semestern ihres Hochschulstudiums noch in Freiburg verweilen, ehe sie es in der Folgezeit an anderen Universitäten fortsetzten.
Er nahm mit der Mannschaft an der vom Verband Süddeutscher Fußball-Vereine ersten ausgetragenen Endrunde um die Süddeutsche Meisterschaft 1898/99 teil. Das am 8. Januar 1899 in Karlsruhe erreichte Finale wurde mit 6:1 gegen den 1. FC Pforzheim gewonnen.
Im Jahr 1900 begab er sich gemeinsam mit Specht und Schilling, die ihr begonnenes Studium fortzuführen gedachten, und Hermann Geis, nach München und schloss sich dem neu gegründeten FC Bayern München an. Diese „Abordnung“ wird Gustav Manning zugeschrieben, mit der Absicht „dem neuen Verein und Verbündete bei der Etablierung des Verbandes in Bayern das Überleben zu garantieren.“ Er, Mitbegründer und aktiver Spieler des Freiburger FC und dessen erster Vorsitzender, 1897 zum Schriftführer des Verband Süddeutscher Fußball-Vereine (VSFV) gewählt, wollte München, das bisher auf der Fußballlandkarte nicht existent war, in den Verband integrieren. Zu diesem Zweck hatte er mit Franz John und Josef Pollack, die er aus seiner Pankower bzw. Freiburger Zeit kannte, zuvor nach München entsandt um seine Bemühungen voranzutreiben. Schottelius gehörte dem FC Bayern München, der im Sommer 1900 dem VSFV beitrat, als Semestermitglied an.
Er nahm für den FC Bayern München am zweiten Bundestag des DFB am 2. Juni 1900 in Erfurt teil.

## Erfolge
- Süddeutscher Meister 1899